# Пархомівці
Пархо́мівці — село в Україні, у Хмельницькому районі Хмельницької області. Населення становить 951 особу. Орган місцевого самоврядування — Хмельницька міська рада.

## Історія
Під час організованого радянською владою Голодомору 1932—1933 років померло щонайменше 214 жителів села.
В селі Пархомівці є дві бази відпочинку — «Золотий Фазан» та «Святобор». На території села розташовані загальноосвітня школа, два магазини, клуб, кафе, тік, кропорушка, церква.
Неподалік від села розташована пам'ятка природи — Волосовецька Дача.

## Населення

### Мова
Розподіл населення за рідною мовою за даними перепису 2001 року:
| Мова            | Кількість | Відсоток |
| --------------- | --------- | -------- |
| українська      | 935       | 98.32%   |
| російська       | 14        | 1.46%    |
| вірменська      | 1         | 0.11%    |
| інші/не вказали | 1         | 0.11%    |
| Усього          | 951       | 100%     |

## Галерея

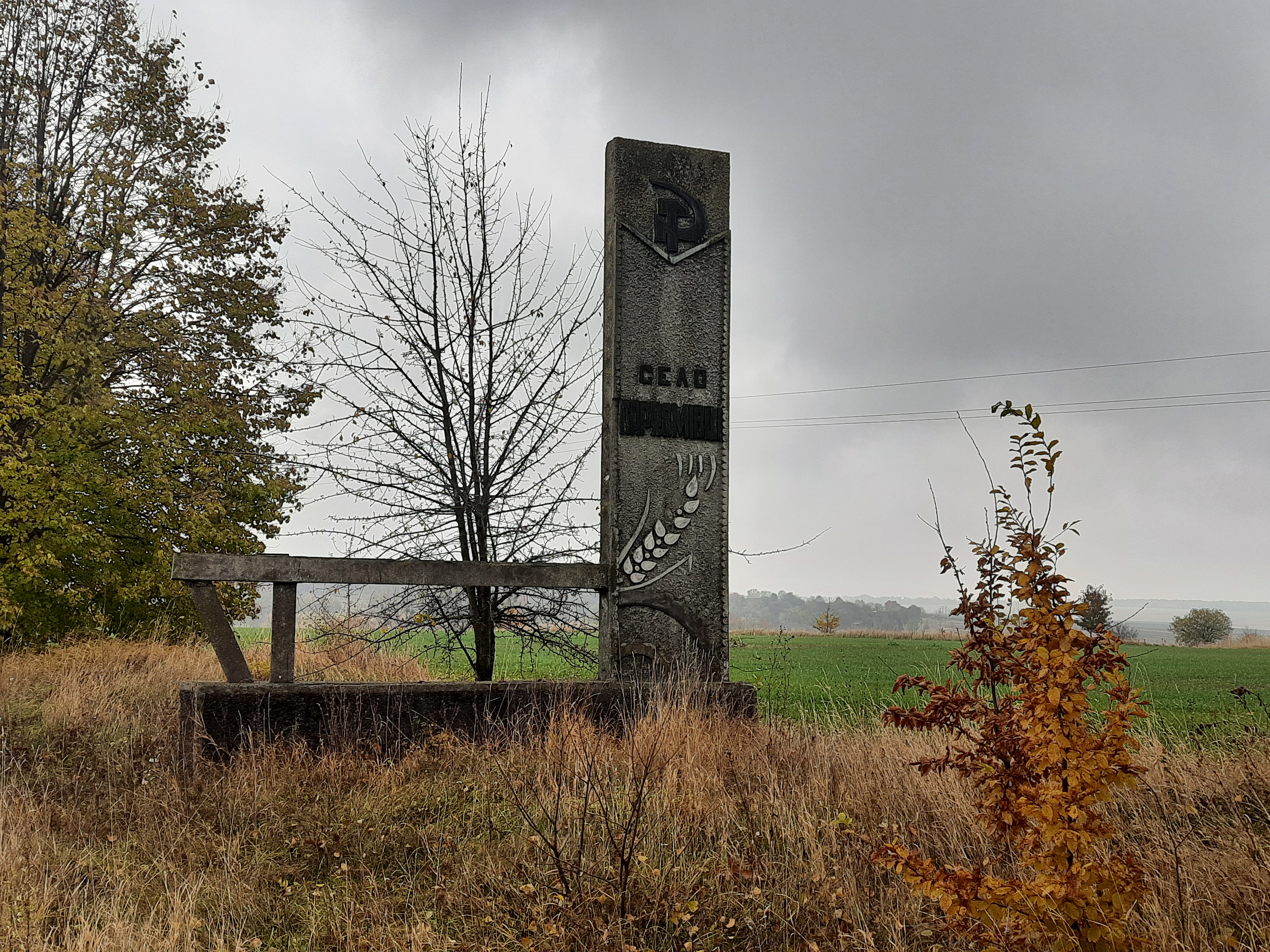
Стела при в'їзді в село
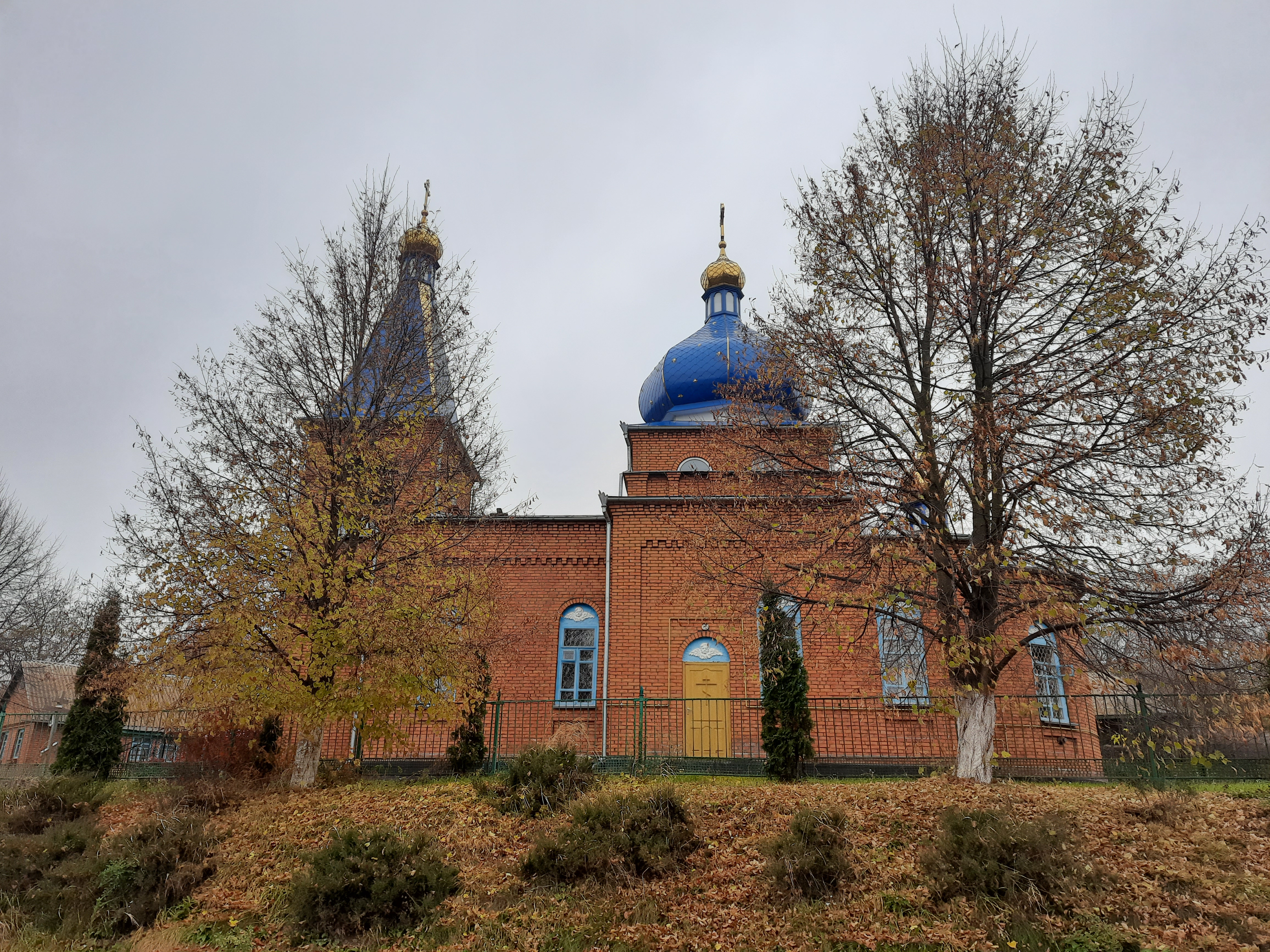
Сільська церква
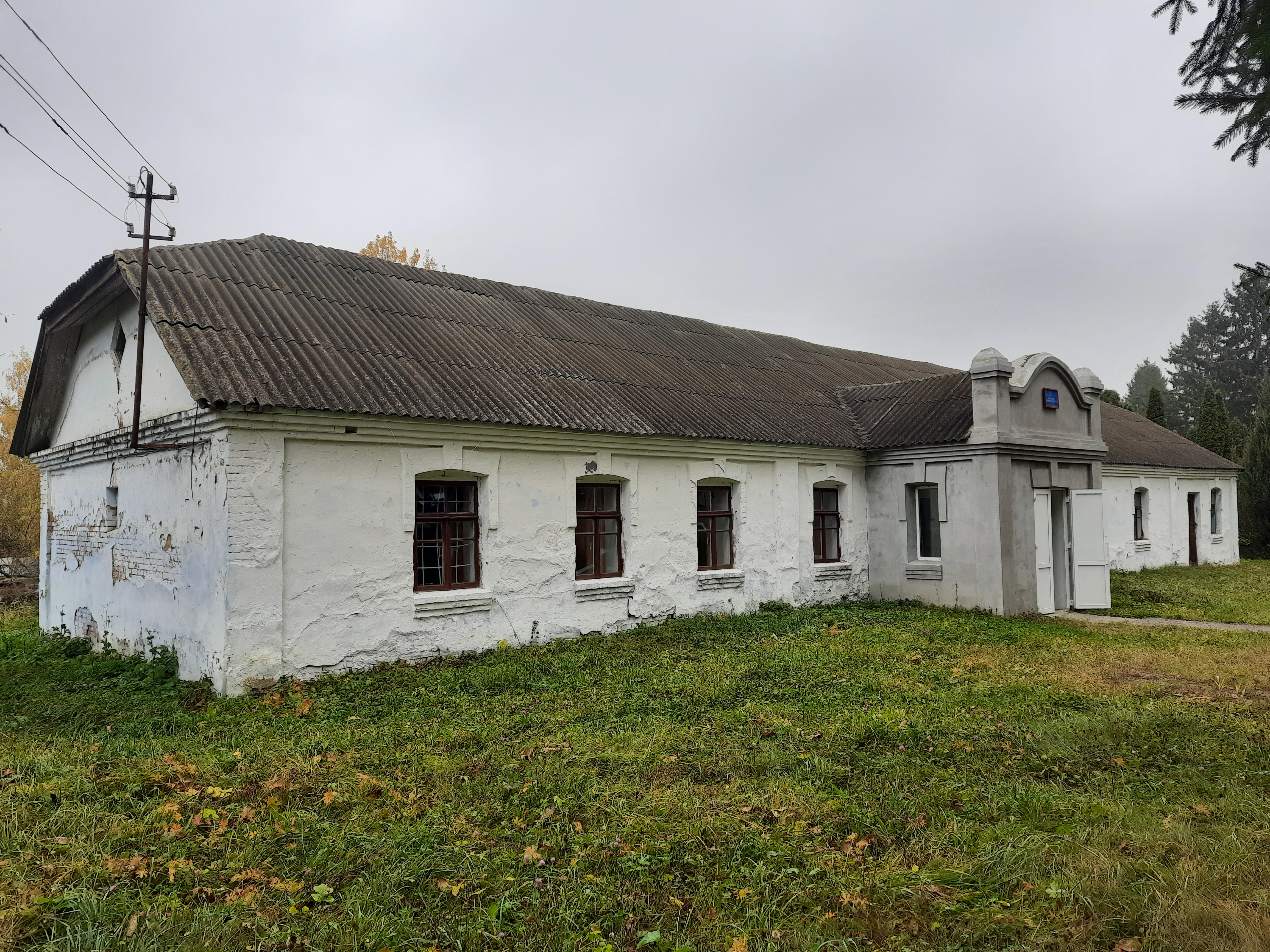
Старостат